# Bob Suter
Robert Allen Suter, detto Bob (Madison, 16 maggio 1957 – Middleton, 9 settembre 2014), è stato un hockeista su ghiaccio statunitense.

## Palmarès

### Olimpiadi invernali
- 1 medaglia:
  - 1 oro (Lake Placid 1980)